# Palermo FC
Palermo Football Club er en italiensk fodboldklub fra byen Palermo på Sicilien. Palermo spiller, iført de karakteristiske lyserøde spillertrøjer, sine hjemmekampe på Stadio Renzo Barbera med plads til 39.000 mennesker.

## Historie
Palermo FC blev grundlagt i 1900 under navnet Anglo Panormitan Athletic and Football Club. Som navnet antyder var klubben, som mange andre i det italienske, i starten et samarbejde mellem tilrejsende englændere og lokale. I 1907 skiftede klubben navn til Palermo Foot-Ball Club.
I årene op til Første Verdenskrig vandt man flere gange Lipton Challenge Cup, en årlig kamp mellem to af de bedste klubber fra Sicilien og det øvrige Syditalien, der var arrangeret af den kendte engelske tekonge Thomas Lipton. Krigen fik fodbolden til at ligge stille, og klubben i Palermo blev nedlagt og gendannet af et par omgange. I 1932 nåede man Serie A første gang. Her nåede man i 1935 en flot syvendeplads, før man året efter atter rykkede ud.
Fra Anden Verdenskrig og op til 1970'erne var Palermo en såkaldt elevatorklub, der ofte rykkede op og ned mellem Serie A og Serie B. I 1950'erne spillede den kontroversielle danske danske angriber Helge Bronée et par år i klubben, hvor der stadig står gny om hans liv både på og uden for banen. Blandt andre af datidens stjerner finder vi Enzo Benedetti og Julio Vernazza.
Fra starten af 1970'erne blev både klubbens slutpositioner og økonomi værre, og i 1987 måtte klubben lukke på grund af økonomisk rod. Efter en start i den fjerbedste række gik det fremad igen, men først da Maurizio Zamparini købte klubben i 2002 blev klubben for alvor en magtfaktor. Med Zamparini ved roret og et veludviklet net af talentspejdere, der skaffede mange kommende stjerner til Sicilien, oplevede Palermo i årene 2002-2010 den bedste resultatmæssige periode i klubbens historie. Zamparini ejede, før han købte Palermo, Venezia, som han også havde bragt i Serie A.
Under Zamparini, og det utal af trænere han hyrede og fyrede, brød spillere som Paolo Dybala, Edinson Cavani, Javier Pastore, Luca Toni, Franco Vasquez, Salvatore Sirigu og Simon Kjær igennem. Da Italien vandt VM i 2006, havde Palermo hele fire mand med i truppen - Christian Zaccardo, Andrea Barzagli, Fabio Grosso og Simone Barone.
Efter 2010 blev klubbens resultater værre. Helt galt gik det i 2019, da man gik konkurs og atter måtte starte forfra i den fjerdebedste række.
I 2022 blev Palermo købt af City Football Group.

## Farver og logo
I Palermos tidligste år spillede man i røde og blå trøjer i stil med dem, som Cagliari og Genoa spiller i nu om dage. Men i forbindelse med navneskiftet til Palermo FC i 1907 skiftede man til de nu ikoniske lyserøde og sorte farver. Ideen til farverne kom fra Conte Giuseppe Airoldi, en af klubbens tidlige bagmænd, der i et brev til klubbens store støtte, den engelske konsul Joseph Whitaker, beskrev lyserød og sort som passende for det søde og det sure, opturene og nedturene, i livet med klubben. Derudover var rød-blå var en meget udbredt farvekombination, som man gerne ville skille sig ud fra.
I årene 1936-1940 tvang det fascistiske regime, der var optagede af en idé om Italiens heroiske fortid, Palermo til at spille i Siciliens og byen Palermos traditionelle røde og gule farver. Palermo blev også som flere andre klubber tvunget til at tage det italienske navn Associazione Calcio Palermo i stedet for det engelske Palermo Football Club. Efter klubbens økonomiske problemer i starten af 1940'erne spillede man efter sammenlægningen med Unione Sportiva Juventina Palermo desuden i en kort overgang i lyseblåt, før man vendte tilbage til lyserød og sort.

## Stadion
Palermo spiller sine hjemmekampe på Stadio Renzo Barbera, der ligger nordvest for byens centrum. I årene 1914-1932 spillede klubben på Stadio Ranchibile.

## Kendte spillere gennem tiden
- Edinson Cavani
- Fabrizio Miccoli
- Luigi Ingrassia
- Stefano Sorrentino
- Paolo Dybala
- Roberto Biffi
- Salvatore Sirigu
- Massimiliano Favo
- Mario Santana
- Carlo Radice
- Franco Brienza
- Fabio Grosso
- Enzo Benedetti
- Andrea Barzagli
- Luca Toni
- Federico Balzaretti
- Franco Vázquez

## Danskere i klubben
- Helge Christian Bronée (1950–1952)
- Simon Kjær (2008-2010)
- Simon Makienok (2014-2015)
- Simon Graves Jensen (2023-)
- Kristoffer Lund 2023-